# 徐永明
徐 永明（じょ えいめい、1966年5月15日－）は、台湾・台中県出身の政治家、政治学者。中華民国第九回立法委員。現職は東呉大学政治系教授。専攻は計量政治学、政治行為、比較政治。

## 略歴
1966年5月15日、台中県に生まれた。国立台湾大学政治学系を経て、1999年にミシガン大学政治学博士。卒業後は国立中正大学政治学系の助理教授となった。
1999年9月 - 2002年7月、国立中正大学政治学系助理教授。
2002年7月 - 2007年8月、中央研究院中山人文社会科学研究所助理研究員。
2007年8月 - 2012年2月、私立東呉大学政治学系助理教授。
2012年2月 - 2015年1月、私立東呉大学政治学系副教授。
2015年2月現在、東呉大学政治系教授。同年6月21日、時代力量に入党。その後、第九回中華民国立法委員選挙に時代力量で出馬することを表明する。同年2月1日に第九回立法委員に就任。
2020年8月2日、遠東SOGOの経営権を奪還しようとする実業家から賄賂を受け取ったとして、台北地方検察署の捜査を受ける、同月21日台北地検により収賄罪で起訴される。
2022年7月6日、汚職により懲役7年4ヶ月の実刑判決を受ける。

## 政治思想

### 九二共識
彼は九二共識を認めていない。

### 同性婚
2016年10月29日には台北のプライド・パレードに他の時代力量の議員と共に参加し、「党の婚姻平等権の態度は非常に一致しており、関連修正案をすでに提出した。将来立法院でその他の党と協力して盡速に法を修正し、来年の今日には出てきた成果が見られるよう希望する」と発言。。
2016年11月、輔仁大学の礼拝所がキリスト教が聖書を根拠として同性愛に反対するメールを全校の学生、教職員宛に送ったが、それに対して「輔仁大学側がもし差別言論を撤回しないならば、教育部の補助を受け続けても構わないだろうか？」と疑問を呈した。